# 에우리디케
그리스 신화에는 에우리디케(그리스어: Ευρυδικη)라는 이름을 가진 사람이 여러 명 있다.

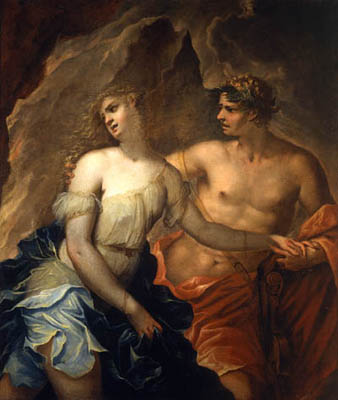
《오르페우스와 에우리디케》- 페데리코 세르벨리(Federico Cervelli)의 작품.

- 오르페우스의 아내
- 크레온의 아내
- 아크리시오스의 아내
- 네스토르의 아내
- 리쿠르고스의 아내